# Martín Muñoz de las Posadas
Martín Muñoz de las Posadas település Spanyolországban, Segovia tartományban. Martín Muñoz de las Posadas Santa María la Real de Nieva, Adanero, Gutierre-Muñoz, Orbita, Codorniz és Juarros de Voltoya községekkel határos. Lakosainak száma 249 fő (2024).

## Népesség
A település népessége az elmúlt években az alábbi módon változott:
| Lakosok száma | 499  | 439  | 367  | 373  | 377  | 356  | 308  | 279  | 261  | 249  |
|               | 2001 | 2004 | 2007 | 2009 | 2012 | 2014 | 2017 | 2019 | 2022 | 2024 |